# Roberto
Roberto je moško osebno ime.

## Izvor imena
Ime Roberto je različica moškega osebnega imena Robert.

## Tujejezikovne različice imena
- pri Francozih: Roberto
- pri Italijanih: Roberto
- pri Špancih: Roberto

## Pogostost imena
Po podatkih Statističnega urada Republike Slovenije je bilo na dan 31. decembra 2007 v Sloveniji število moških oseb z imenom Roberto: 133.

## Osebni praznik
V koledarju je ime Roberto zapisano skupaj z imenom Robert.